# Odensberg
Odensberg is een plaats in de gemeente Falköping in het landschap Västergötland en de provincie Västra Götalands län in Zweden. De plaats heeft 284 inwoners (2005) en een oppervlakte van 32 hectare.

## Verkeer en vervoer
Bij de plaats lopen de Riksväg 47 en Länsväg 181.